# Campe

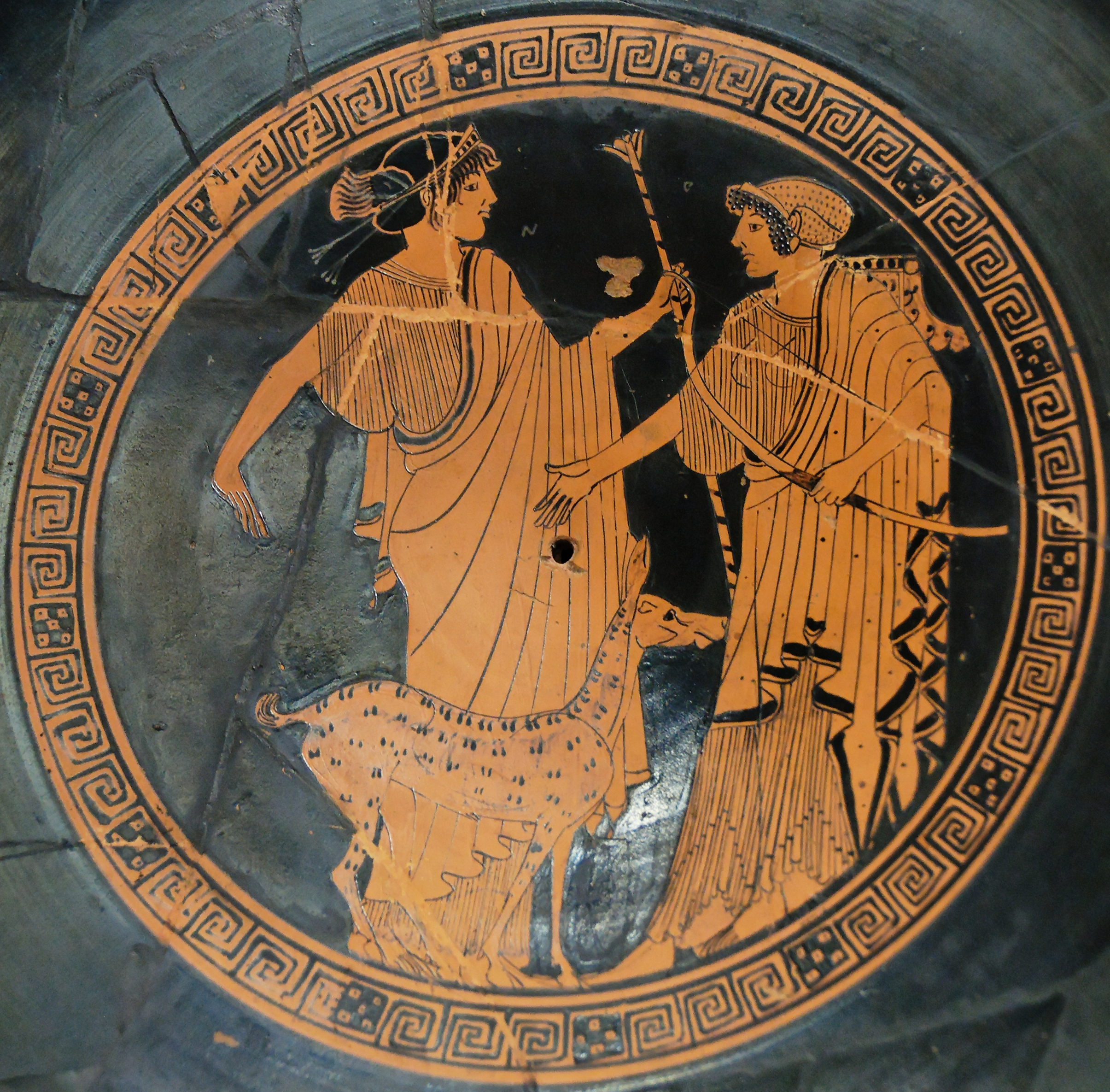
Essa foto mostra um exemplo de como a mitologia esta interligada com a artes

Campe (em grego:  Κάμπη; transliteração Kámpê; (em grego Κάμπη), talvez de κάμπος (kámpos);“monstro marinho”), na mitologia grega, era uma divindade subterrânea, um monstro feminino. Cronos a encarregou de vigiar o Tártaro, onde havia encarcerado os ciclopes e os Hecatônquiros. Morreu nas mãos de Zeus quando este libertou os prisioneiros do Tártaro para que o ajudassem a lutar contra Cronos.
Campe é descrita como um monstro híbrido com corpo de mulher, mas com sua metade inferior de dragão, suas pernas envoltas em serpentes e seu cabelo feito de serpentes. Na cintura de Campe se formam cabeças de animais perigosos como leão, urso, etc.
Na sua Dionisíaca Nono de Panópolis dá a descrição mais detalhada de Campe. Joseph Fontenrose sugere que Nono a considerava como uma reconfiguração do monstro babilônico Tiamat; e também como Equidna, sendo suas escamosas pernas assim como as de Ékhidna (Έχιδνα), “víbora”; ou o equivalente feminino de Tifão. Em seu Dicionário ou Léxico (Γλώσσαι), Hesíquio de Alexandria faz notar que o poeta Epicarmo qualifica Campe de Ceto ou monstro marinho, pois o nome Kêtó (Κητώ) não só designa a um monstro em particular: filha de Gaia e Ponto; mas também aos monstros marinhos em geral, portanto, é uma das piores criaturas já criadas.